# San Germano dei Berici
San Germano dei Berici är en ort och frazione i kommunen Val Liona i provinsen Vicenza i regionen Veneto i Italien. 
San Germano dei Berici upphörde som kommun den 17 februari 2017 när den tillsammans med Grancona bildade den nya kommunen Val Liona. Den tidigare kommunen hade 1 160 invånare (2018).